# Цонкауич (муниципалитет)
Цонкауич (исп. Dzoncauich) — муниципалитет в Мексике, штат Юкатан, с административным центром в одноимённом посёлке. Численность населения, по данным переписи 2010 года, составила 2772 человека.

## Общие сведения
Название Dzoncauich с майянского языка можно перевести как: сенот Кауич.
Площадь муниципалитета равна 133 км², что составляет 0,33 % от общей площади штата, а наивысшая точка — 20 метров над уровнем моря, расположена в поселении Чакмай.
Он граничит с другими муниципалитетами Юкатана: на севере, западе и востоке с Темашем, а на юге и западе с Текаль-де-Венегасом.

## Учреждение и состав
Муниципалитет был образован в 1928 году, в его состав входит 3 населённых пункта:
| Код INEGI | Населённый пункт                                                                    | Численность населения (2005 год) | Численность населения (2010 год) |
| --------- | ----------------------------------------------------------------------------------- | -------------------------------- | -------------------------------- |
| 031       | Всего                                                                               | 2782                             | 2772                             |
| 0001      | Цонкауич (исп. Dzoncauich) 21°07′40″ с. ш. 88°53′26″ з. д. (административный центр) | 2323                             | 2318                             |
| 0002      | Чакмай (исп. Chacmay) 21°03′00″ с. ш. 88°53′30″ з. д.                               | 458                              | 452                              |
| 0023      | Шчай (исп. Xchay) 21°07′07″ с. ш. 88°52′25″ з. д.                                   | 1                                | 2                                |

## Экономика
По статистическим данным 2000 года, работоспособное население занято по секторам экономики в следующих пропорциях:
- сельское хозяйство и скотоводство — 58,5 %;
- торговля, сферы услуг и туризма — 24 %;
- производство и строительство — 16,9 %;
- безработные — 0,6 %.

## Инфраструктура
По статистическим данным 2010 года, инфраструктура развита следующим образом:
- электрификация: 96,1 %;
- водоснабжение: 94,9 %;
- водоотведение: 48,2 %.

## Достопримечательности
В муниципалитете можно посетить церковь Святого Иоанна Баутиста, построенную в XVII веке.

## Фотографии

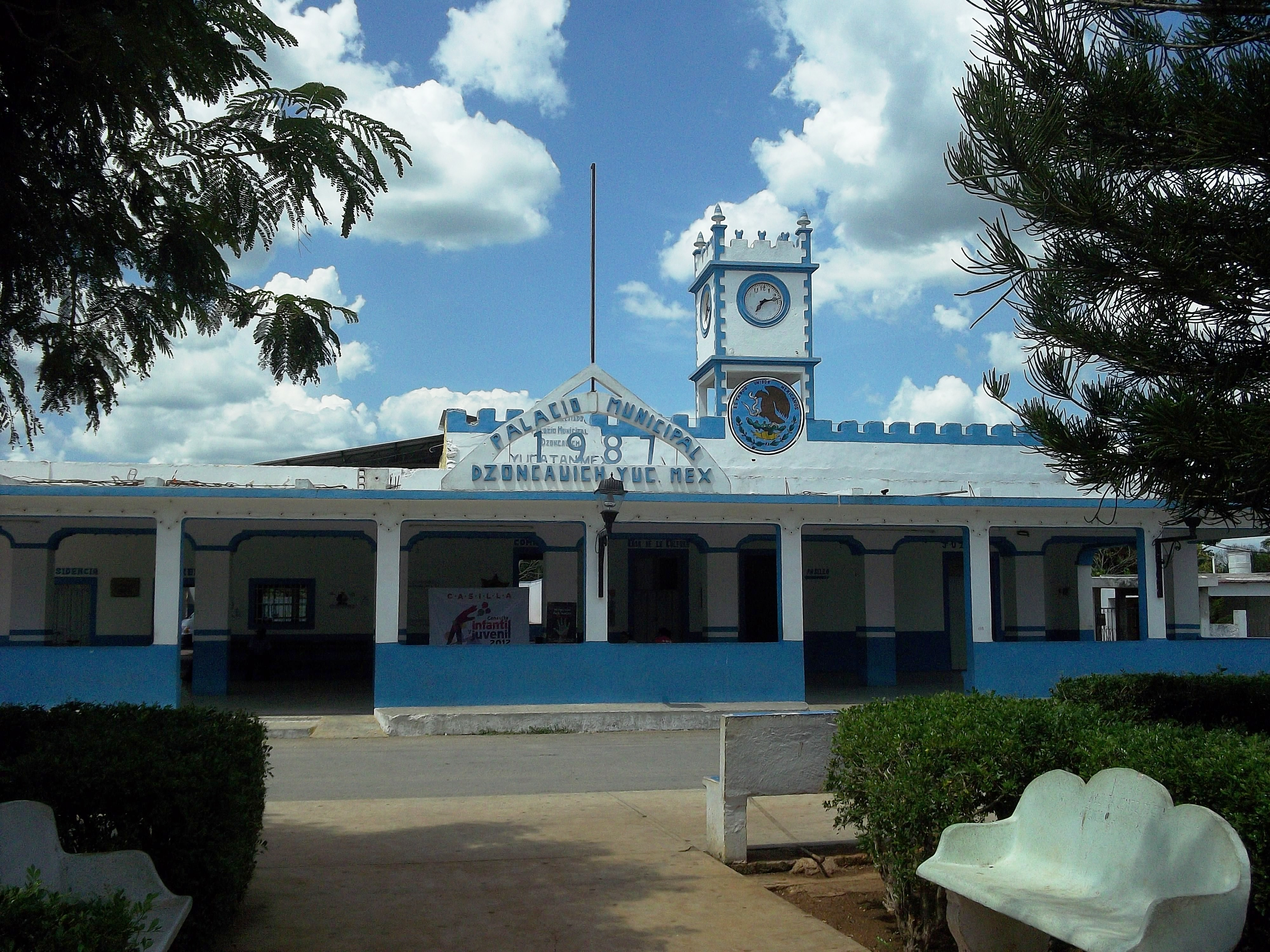
Здание администрации муниципалитета
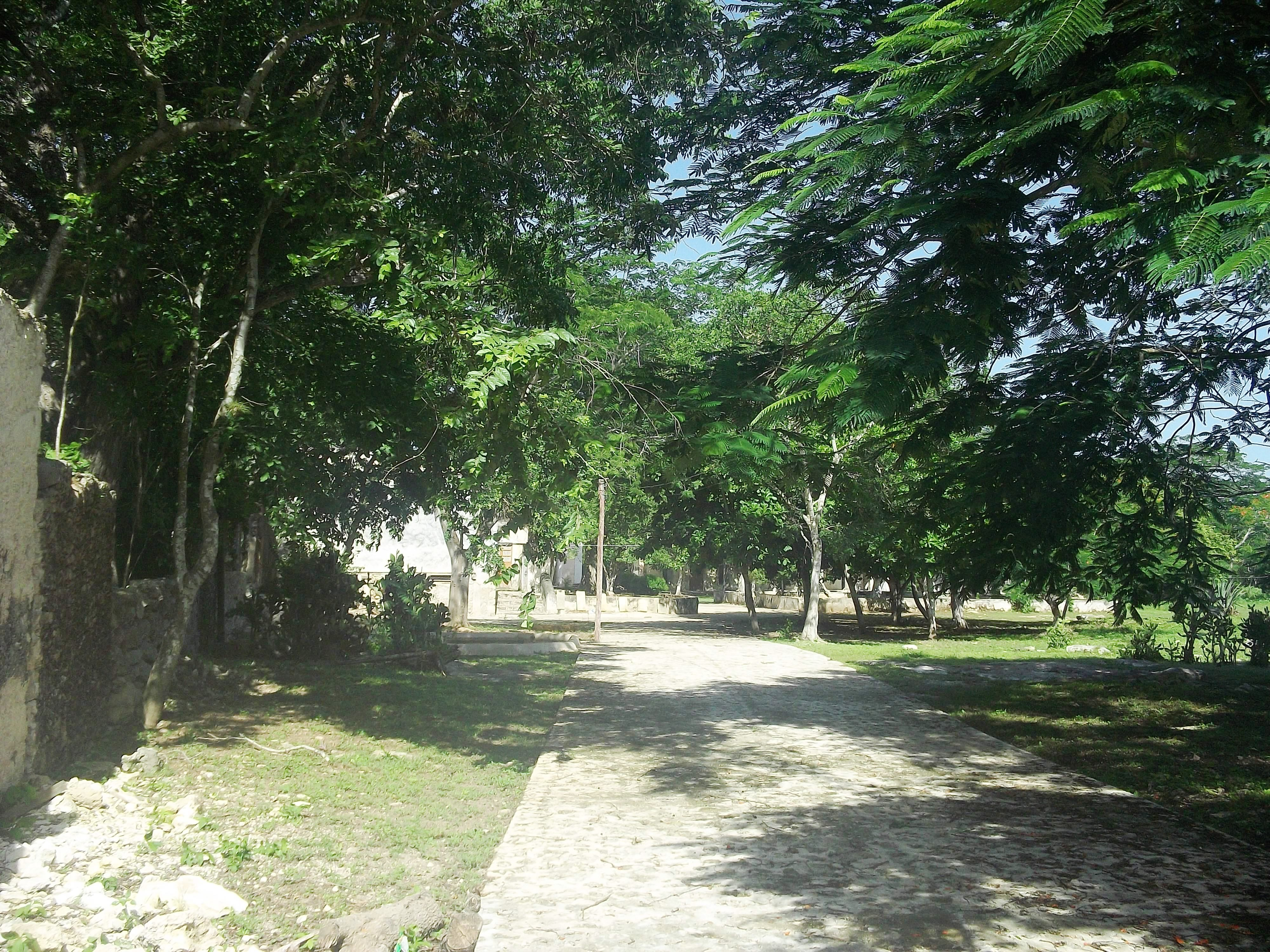
Бывшая асьенда Чакмай